# Daniela Del Din
Daniela Del Din (Città di San Marino, 29 settembre 1969) è una tiratrice a volo sammarinese.
È stata la portabandiera sammarinese alle Olimpiadi di Pechino, dove ha chiuso 15° la gara della fossa olimpica.

## Palmarès
- 15º posto ai Campionati Mondiali di Tiro a Volo a Lahti nel 2002
- 14º posto al Campionato Mondiali di Tiro a Volo a Nicosia nel 2004
- 2º posto ai Giochi del Mediterraneo a Almería del 2005
- Bronzo ai Campionati Mondiali di Tiro a Volo a Nicosia - Cipro nel 2007
- 2º posto alla Finale di Coppa del Mondo a Belgrado - Serbia nel 2007
- 2º posto alla Coppa del Mondo a Sulh - Germania nel 2008
- 4º posto alla Finale di Coppa del Mondo a Minsk - Bielorussia nel 2008
- 1º posto alla Coppa del Mondo al Cairo - Egitto nel 2009
- 1º posto ai Giochi dei Piccoli Stati - Cipro nel 2009
- 1º posto ai Giochi del Mediterraneo - Pescara 2009
- 1º posto alla Coppa del Mondo in Dorset - GB 2010
- Lascia l'attività sportiva nel 2011
- Nel 2012 entra a far parte del Comitato Paralimpico Sammarinese come Vice Presidente
- Dal 2013 al 2024 è Presidente del Comitato Paralimpico Sammarinese